# Ytraberget

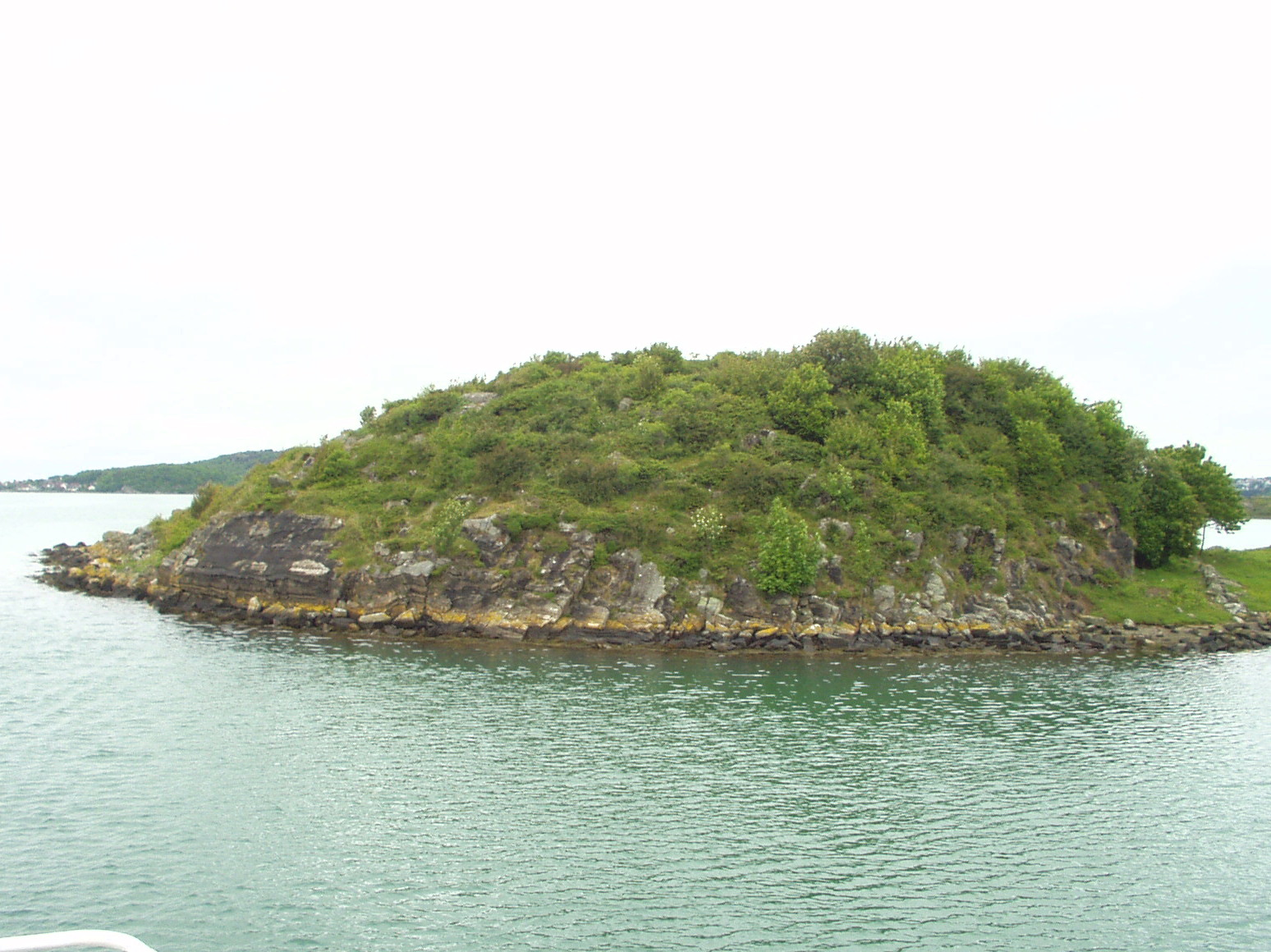
Ytraberget, juni 2004.

Ytraberget är en halvö och ett berg i Hafrsfjorden i den norska kommunen Sola utanför Stavanger. Ytraberget hänger samman med det närbelägna Indraberget. På Ytrabergets topp finns en fornborg samt en bautasten med kung Olav V:s namnteckning. Stenen restes 1972 till 1100-årsminnet av Slaget i Hafrsfjorden. Slaget, som stod mellan Harald Hårfagre och flera småkungar (bland andra Kjøtve den rike, som skall ha tagit sin tillflykt till berget), räknas som avgörande för Harald Hårfagres enande av Vestlandet och därmed Norge.  